# Bernard Talvard
Bernard Gérard Talvard (Melun, 8 de octubre de 1947) es un deportista francés que compitió en esgrima, especialista en la modalidad de florete.
Participó en tres Juegos Olímpicos de Verano entre los años 1972 y 1976, obteniendo tres medallas de bronce, una en Múnich 1972 y dos Montreal 1976. Ganó cinco medallas en el Campeonato Mundial de Esgrima entre los años 1967 y 1975.

## Palmarés internacional
| Juegos Olímpicos   | Juegos Olímpicos   | Juegos Olímpicos  | Juegos Olímpicos    |
| Año                | Lugar              | Medalla           | Prueba              |
| ------------------ | ------------------ | ----------------- | ------------------- |
| 1972               | Múnich (RFA)       | Medalla de bronce | Florete por equipos |
| 1976               | Montreal (Canadá)  | Medalla de bronce | Florete individual  |
| 1976               | Montreal (Canadá)  | Medalla de bronce | Florete por equipos |
| Campeonato Mundial |                    |                   |                     |
| Año                | Lugar              | Medalla           | Prueba              |
| 1967               | Montreal (Canadá)  | Medalla de bronce | Florete individual  |
| 1971               | Viena (Austria)    | Medalla de oro    | Florete por equipos |
| 1974               | Grenoble (Francia) | Medalla de bronce | Florete por equipos |
| 1975               | Budapest (Hungría) | Medalla de oro    | Florete por equipos |
| 1975               | Budapest (Hungría) | Medalla de plata  | Florete individual  |